# Min Melodi
Min Melodi är ett studioalbum av den svenska rockabillyartisten Eva Eastwood som släpptes den 13 maj 2016.

## Låtlista
| Nr           | Titel                    | Längd |
| ------------ | ------------------------ | ----- |
| 1.           | Jimmy, Jimmy             | 2:44  |
| 2.           | När Kärleken Kom         | 3:12  |
| 3.           | Världens Lyckligaste Man | 2:59  |
| 4.           | Vad Vet Väl Hon          | 4:04  |
| 5.           | Tjocka Släkten           | 2:48  |
| 6.           | Han För Mig              | 2:28  |
| 7.           | Min Melodi               | 2:13  |
| 8.           | Man Bör Vara Två         | 2:19  |
| 9.           | 100 Koppar Kaffe         | 2:11  |
| 10.          | Det Är Som Det Är        | 2:18  |
| 11.          | Den Snubben              | 2:42  |
| 12.          | Hör Upp                  | 2:44  |
| Total längd: | Total längd:             | 32:42 |